# Pholetesor thuiellae
Pholetesor thuiellae är en stekelart som beskrevs av Whitfield 2006. Pholetesor thuiellae ingår i släktet Pholetesor och familjen bracksteklar. Inga underarter finns listade i Catalogue of Life.